# Aulacomitrium calycinum
Aulacomitrium calycinum là một loài rêu trong họ Ptychomitriaceae. Loài này được (Mitt.) Mitt. mô tả khoa học đầu tiên năm 1891.